# Списак насељених места у Француској: G
| A \| B \| C \| D \| E \| F \| G \| H \| I \| J \| K \| L \| M \| N \| O \| P \| Q \| R \| S \| T \| U \| V \| W \| X \| Y \| Z \| É |

- Gaas
- Gabarnac
- Gabarret
- Gabaston
- Gabat
- Gabian
- Gabillou
- Gabre
- Gabriac (Aveyron)
- Gabriac (Lozère)
- Gabrias
- Gacilly
- Gacé
- Gadancourt
- Gadencourt
- Gageac-et-Rouillac
- Gagnac-sur-Cère
- Gagnac-sur-Garonne
- Gagnières
- Gagny
- Gahard
- Gailhan
- Gaillac
- Gaillac-Toulza
- Gaillac-d'Aveyron
- Gaillagos
- Gaillan-en-Médoc
- Gaillard
- Gaillardbois-Cressenville
- Gaillarde
- Gaillefontaine
- Gaillon
- Gaillon-sur-Montcient
- Gaillères
- Gainneville
- Gaja-et-Villedieu
- Gaja-la-Selve
- Gajac
- Gajan (Ariège)
- Gajan (Gard)
- Gajoubert
- Galametz
- Galan
- Galapian
- Galargues
- Galey
- Galez
- Galfingue
- Galgan
- Galgon
- Galiax
- Galinagues
- Galié
- Gallardon
- Gallargues-le-Montueux
- Gallet
- Galluis
- Galéria
- Gamaches
- Gamaches-en-Vexin
- Gamarde-les-Bains
- Gamarthe
- Gambais
- Gambaiseuil
- Gambsheim
- Gan
- Ganac
- Ganagobie
- Gancourt-Saint-Etienne
- Gandelain
- Gandelu
- Gandrange
- Ganges (Hérault)
- Gannat
- Gannay-sur-Loire
- Gannes
- Gans
- Ganties
- Ganzeville
- Gap
- Gapennes
- Garac
- Garancières
- Garancières-en-Beauce
- Garancières-en-Drouais
- Garanou
- Garat
- Garcelles-Secqueville
- Garches
- Garchizy
- Garchy
- Gardanne
- Garde (Alpes-de-Haute-Provence)
- Garde (Isère)
- Garde-Adhémar
- Gardefort
- Gardegan-et-Tourtirac
- Gardes-le-Pontaroux
- Gardie
- Gardonne
- Gardouch
- Gardères
- Garein
- Garencières
- Garennes-sur-Eure
- Garentreville
- Garganvillar
- Gargas (Haute-Garonne)
- Gargas (Vaucluse)
- Gargenville
- Garges-lès-Gonesse
- Gargilesse-Dampierre
- Garidech
- Garigny
- Garin
- Garindein
- Gariès
- Garlan
- Garlin
- Garlède-Mondebat
- Garn
- Garnache
- Garnat-sur-Engièvre
- Garnay
- Garnerans
- Garons
- Garos
- Garravet
- Garrebourg
- Garrevaques
- Garrey
- Garric
- Garrigues (Hérault)
- Garrigues (Tarn)
- Garrigues-Sainte-Eulalie
- Garrosse
- Gars
- Gartempe
- Garéoult
- Gas (Eure-et-Loir)
- Gasny
- Gasques
- Gassin
- Gast
- Gastes
- Gastines
- Gastins
- Gasville-Oisème
- Gatey
- Gathemo
- Gatteville-le-Phare
- Gattières
- Gatuzières
- Gaubertin
- Gaubretière
- Gauchin-Légal
- Gauchin-Verloingt
- Gauchy
- Gauciel
- Gaudaine
- Gaude
- Gaudechart
- Gaudent
- Gaudiempré
- Gaudiès
- Gaudonville
- Gaudreville-la-Rivière
- Gaugeac
- Gaujac (Gard)
- Gaujac (Gers)
- Gaujac (Lot-et-Garonne)
- Gaujacq
- Gaujan
- Gault-Perche
- Gault-Saint-Denis
- Gault-Soigny
- Gauriac
- Gauriaguet
- Gauré
- Gaussan
- Gausson
- Gauville (Orne)
- Gauville (Somme)
- Gauville-la-Campagne
- Gavarnie
- Gavarret-sur-Aulouste
- Gavaudun
- Gavignano (Francja)
- Gavisse
- Gavray
- Gavrelle
- Gavrus
- Gayan
- Gaye
- Gayon
- Gazaupouy
- Gazave
- Gazax-et-Baccarisse
- Gazeran
- Gazost
- Gaël
- Geaune
- Geay (Charente-Maritime)
- Geay (Deux-Sèvres)
- Geffosses
- Gehée
- Geishouse
- Geispitzen
- Geispolsheim
- Geiswasser
- Geiswiller
- Gellainville
- Gellenoncourt
- Gelles
- Gellin
- Gelos
- Geloux
- Gelucourt
- Gelvécourt-et-Adompt
- Gemaingoutte
- Gembrie
- Gemeaux
- Gemmelaincourt
- Genac
- Genainville
- Genas
- Genay (Côte-d'Or)
- Genay (Rodan)
- Gendreville
- Gendrey
- GeneSaint-St-Isle
- Genech
- Generville
- Geneslay
- Genestelle
- Geneston
- Genettes
- Geneuille
- Genevraie
- Genevraye
- Genevreuille
- Genevrey
- Genevrières
- Genevroye
- Geney
- Geneytouse
- Genilac
- Genillé
- Genlis
- Gennes (Doubs)
- Gennes (Maine-et-Loire)
- Gennes-Ivergny
- Gennes-sur-Glaize
- Gennes-sur-Seiche
- Genneteil
- Gennetines
- Genneton
- Genneville
- Gennevilliers
- Genod
- Genouillac (Charente)
- Genouillac (Creuse)
- Genouilleux
- Genouilly (Cher)
- Genouilly (Saône-et-Loire)
- Genouillé (Charente-Maritime)
- Genouillé (Vienne)
- Gensac (Gironde)
- Gensac (Hautes-Pyrénées)
- Gensac (Tarn-et-Garonne)
- Gensac-de-Boulogne
- Gensac-la-Pallue
- Gensac-sur-Garonne
- Gentelles
- Gentilly
- Gentioux-Pigerolles
- Genté
- Genvry
- Gençay
- Gené
- Genétouze
- Genête
- Genêts
- Georfans
- Ger (Hautes-Pyrénées)
- Ger (Manche)
- Geraise
- Gerbaix
- Gerbamont
- Gerberoy
- Gerbécourt-et-Haplemont
- Gerbépal
- Gerbéviller
- Gercourt-et-Drillancourt
- Gercy
- Gerde
- Gerderest
- Gergny
- Gergueil
- Gergy
- Gerland
- Germ
- Germagnat
- Germagny
- Germaine (Aisne)
- Germaine (Marne)
- Germaines
- Germainville
- Germainvilliers
- Germay
- Germenay
- Germignac
- Germigney (Haute-Saône)
- Germigney (Jura)
- Germignonville
- Germigny (Marne)
- Germigny (Yonne)
- Germigny-des-Prés
- Germigny-l'Evêque
- Germigny-l'Exempt
- Germigny-sous-Coulombs
- Germigny-sur-Loire
- Germinon
- Germiny
- Germisay
- Germolles-sur-Grosne
- Germond-Rouvre
- Germondans
- Germont
- Germonville
- Germs-sur-l'Oussouet
- Germéfontaine
- Gernelle
- Gernicourt
- Gerponville
- Gerrots
- Gerstheim
- Gertwiller
- Geruge
- Gervans
- Gerville
- Gerzat
- Gesnes
- Gesnes-en-Argonne
- Gesnes-le-Gandelin
- Gespunsart
- Gestas
- Gestel
- Gestiès
- Gesté
- Gesvres
- Gesvres-le-Chapitre
- Gets
- Geu
- Geudertheim
- Gevigney-et-Mercey
- Geville
- Gevingey
- Gevresin
- Gevrey-Chambertin
- Gevrolles
- Gevry
- Gex
- Geyssans
- Gez
- Gez-ez-Angles
- Geüs-d'Oloron
- Ghisonaccia
- Ghisoni
- Ghissignies
- Ghyvelde
- Giat
- Gibeaumeix
- Gibel
- Gibercourt
- Giberville
- Gibles
- Gibourne
- Gibret
- Gicq
- Gidy
- Giel-Courteilles
- Gien
- Gien-sur-Cure
- Giettaz
- Giey-sur-Aujon
- Giez
- Gif-sur-Yvette
- Giffaumont-Champaubert
- Gigean
- Gignac (Hérault)
- Gignac (Lot)
- Gignac (Vaucluse)
- Gignac-la-Nerthe
- Gignat
- Gigney
- Gigny (Jura)
- Gigny (Yonne)
- Gigny-Bussy
- Gigny-sur-Saône
- Gignéville
- Gigondas
- Gigors
- Gigors-et-Lozeron
- Gigouzac
- Gijounet
- Gildwiller
- Gilette
- Gilhac-et-Bruzac
- Gilhoc-sur-Ormèze
- Gillancourt
- Gillaumé
- Gilles
- Gilley (Doubs)
- Gilley (Haute-Marne)
- Gillois
- Gillonnay
- Gilly-lès-Cîteaux
- Gilly-sur-Isère
- Gilly-sur-Loire
- Gilocourt
- Gimat
- Gimbrède
- Gimeaux
- Gimel-les-Cascades
- Gimeux
- Gimond
- Gimont
- Gimouille
- Gimécourt
- Ginai
- Ginals
- Ginasservis
- Ginchy
- Gincla
- Gincrey
- Gindou
- Ginestas
- Ginestet
- Gingsheim
- Ginoles
- Ginouillac
- Gintrac
- Giocatojo
- Gionges
- Giou-de-Mamou
- Gioux
- Gipcy
- Girac
- Girancourt
- Giraumont (Meurthe-et-Moselle)
- Giraumont (Oise)
- Girauvoisin
- Gircourt-lès-Viéville
- Girecourt-sur-Durbion
- Girefontaine
- Giremoutiers
- Girgols
- Giriviller
- Girmont
- Girmont-Val-d'Ajol
- Girolles (Loiret)
- Girolles (Yonne)
- Giromagny
- Giron
- Gironcourt-sur-Vraine
- Gironde-sur-Dropt
- Girondelle
- Gironville
- Gironville-sur-Essonne
- Girouard
- Giroussens
- Giroux
- Giry
- Gisay-la-Coudre
- Giscaro
- Giscos
- Gisors
- Gissac
- Gissey-le-Vieil
- Gissey-sous-Flavigny
- Gissey-sur-Ouche
- Gisy-les-Nobles
- Giuncaggio
- Giuncheto
- Givardon
- Givarlais
- Givenchy-en-Gohelle
- Givenchy-le-Noble
- Givenchy-lès-la-Bassée
- Giverny
- Giverville
- Givet
- Givonne
- Givors
- Givraines
- Givrand
- Givrauval
- Givre
- Givrezac
- Givron
- Givry (Ardennes)
- Givry (Saône-et-Loire)
- Givry (Yonne)
- Givry-en-Argonne
- Givry-lès-Loisy
- Gizaucourt
- Gizay
- Gizeux
- Gizia
- Gizy
- Gières
- Gièvres
- Giéville
- Glacerie
- Glageon
- Glaignes
- Glaine-Montaigut
- Glaire
- Glaizil
- Glamondans
- Gland (Aisne)
- Gland (Yonne)
- Glandage
- Glandon
- Glanes
- Glanges
- Glannes
- Glanon
- Glanville
- Glatens
- Glatigny (Manche)
- Glatigny (Moselle)
- Glatigny (Oise)
- Glay
- Gleizé
- Glennes
- Glicourt
- Glisolles
- Glisy
- Glomel
- Glonville
- Glorianes
- Glos
- Glos-la-Ferrière
- Glos-sur-Risle
- Gluiras
- Glun
- Glux-en-Glenne
- Glère
- Glénac
- Glénat
- Glénay
- Glénic
- Glénouze
- Goas
- Godenvillers
- Goderville
- Godewaersvelde
- Godisson
- Godivelle
- Godoncourt
- Goetzenbruck
- Goeulzin
- Gogney
- Gognies-Chaussée
- Gohannière
- Gohory
- Goin (Moselle)
- Goincourt
- Golancourt
- Golbey
- Goldbach-Altenbach
- Golfech
- Golinhac
- Golleville
- Gombergean
- Gomelange
- Gomené
- Gomer
- Gometz-la-Ville
- Gometz-le-Châtel
- Gomiécourt
- Gommecourt (Pas-de-Calais)
- Gommecourt (Yvelines)
- Gommegnies
- Gommenec'h
- Gommersdorf
- Gommerville (Eure-et-Loir)
- Gommerville (Seine-Maritime)
- Gomméville
- Gomont
- Goncelin
- Goncourt
- Gond-Pontouvre
- Gondecourt
- Gondenans-Montby
- Gondenans-les-Moulins
- Gondeville
- Gondrecourt-Aix
- Gondrecourt-le-Château
- Gondreville (Loiret)
- Gondreville (Meurthe-et-Moselle)
- Gondreville (Oise)
- Gondrexange
- Gondrexon
- Gondrin
- Gonds
- Gonesse
- Gonez
- Gonfaron
- Gonfreville
- Gonfreville-Caillot
- Gonfreville-l'Orcher
- Gonfrière
- Gonnehem
- Gonnelieu
- Gonnetot
- Gonneville
- Gonneville-en-Auge
- Gonneville-la-Mallet
- Gonneville-sur-Honfleur
- Gonneville-sur-Mer
- Gonneville-sur-Scie
- Gonsans
- Gontaud-de-Nogaret
- Gonzeville
- Goos
- Gorbio
- Gorcy
- Gordes
- Gorenflos
- Gorges (Loire-Atlantique)
- Gorges (Manche)
- Gorges (Somme)
- Gorgue
- Gorhey
- Gornac
- Gorniès
- Gorre
- Gorrevod
- Gorron
- Gorses
- Gorze
- Gosnay
- Gosné
- Gosselming
- Gotein-Libarrenx
- Gottenhouse
- Gottesheim
- Gouaix
- Goualade
- Gouarec
- Gouaux
- Gouaux-de-Larboust
- Gouaux-de-Luchon
- Gouberville
- Gouchaupre
- Goudargues
- Goudelancourt-lès-Berrieux
- Goudelancourt-lès-Pierrepont
- Goudelin
- Goudet
- Goudex
- Goudon
- Goudourville
- Gouesnach
- Gouesnou
- Gouex
- Gougenheim
- Gouhelans
- Gouhenans
- Gouillons
- Gouise
- Goujounac
- Goulet
- Goulien
- Goulier
- Goulles (Corrèze)
- Goulles (Côte-d'Or)
- Gouloux
- Goult
- Goulven
- Goumois
- Goupillières (Calvados)
- Goupillières (Eure)
- Goupillières (Seine-Maritime)
- Goupillières (Yvelines)
- Gouraincourt
- Gouray
- Gourbera
- Gourbesville
- Gourbit
- Gourchelles
- Gourdan-Polignan
- Gourdièges
- Gourdon (Alpes-Maritimes)
- Gourdon (Ardèche)
- Gourdon (Lot)
- Gourdon (Saône-et-Loire)
- Gourdon-Murat
- Gourfaleur
- Gourgançon
- Gourgeon
- Gourgue
- Gourgé
- Gourhel
- Gourin
- Gourlizon
- Gournay
- Gournay-Loizé
- Gournay-en-Bray
- Gournay-le-Guérin
- Gournay-sur-Aronde
- Gournay-sur-Marne
- Gours (Charente)
- Gours (Gironde)
- Gourvieille
- Gourville
- Gourvillette
- Goussaincourt
- Goussainville (Eure-et-Loir)
- Goussainville (Val-d'Oise)
- Goussancourt
- Gousse
- Goussonville
- Goustranville
- Gout-Rossignol
- Goutelle
- Goutevernisse
- Goutrens
- Gouts
- Gouttières (Eure)
- Gouttières (Puy-de-Dôme)
- Goutz
- Gouvernes
- Gouves
- Gouvets
- Gouvieux
- Gouville
- Gouville-sur-Mer
- Gouvix
- Goux
- Goux-les-Usiers
- Goux-lès-Dambelin
- Goux-sous-Landet
- Gouy (Aisne)
- Gouy (Seine-Maritime)
- Gouy-Saint-André
- Gouy-Servins
- Gouy-en-Artois
- Gouy-en-Ternois
- Gouy-les-Groseillers
- Gouy-sous-Bellonne
- Gouzangrez
- Gouzeaucourt
- Gouzens
- Gouzon
- Gouézec
- Goven
- Goviller
- Goxwiller
- Goyencourt
- Goyrans
- Goès
- Grabels
- Gradignan
- Graffigny-Chemin
- Gragnague
- Graignes
- Grailhen
- Graimbouville
- Graincourt-lès-Havrincourt
- Grainville
- Grainville-Langannerie
- Grainville-Ymauville
- Grainville-la-Teinturière
- Grainville-sur-Odon
- Grainville-sur-Ry
- Grais
- Graissac
- Graissessac
- Graix
- Gramat
- Gramazie
- Grambois
- Grammond
- Grammont
- Gramond
- Gramont
- Granace
- Grancey-le-Château-Neuvelle
- Grancey-sur-Ource
- Grand
- Grand'Combe-Châteleu
- Grand'Combe-des-Bois
- Grand'Landes
- Grand-Auverné
- Grand-Bornand
- Grand-Bourg
- Grand-Brassac
- Grand-Camp (Eure)
- Grand-Camp (Seine-Maritime)
- Grand-Celland
- Grand-Champ
- Grand-Charmont
- Grand-Combe
- Grand-Corent
- Grand-Couronne
- Grand-Croix
- Grand-Failly
- Grand-Fayt
- Grand-Fort-Philippe
- Grand-Fougeray
- Grand-Laviers
- Grand-Lemps
- Grand-Lucé
- Grand-Madieu
- Grand-Pressigny
- Grand-Rozoy
- Grand-Rullecourt
- Grand-Serre
- Grand-Vabre
- Grand-Verly
- Grand-Village-Plage
- Grandcamp-Maisy
- Grandchain
- Grandchamp (Ardennes)
- Grandchamp (Haute-Marne)
- Grandchamp (Sarthe)
- Grandchamp (Yonne)
- Grandchamp (Yvelines)
- Grandchamp-le-Château
- Grandchamps-des-Fontaines
- Grandcourt (Seine-Maritime)
- Grandcourt (Somme)
- Grande-Fosse
- Grande-Motte
- Grande-Paroisse
- Grande-Rivière
- Grande-Résie
- Grande-Synthe
- Grande-Verrière
- Grandecourt
- Grandes-Armoises
- Grandes-Chapelles
- Grandes-Loges
- Grandes-Ventes
- Grandeyrolles
- Grandfontaine (Bas-Rhin)
- Grandfontaine (Doubs)
- Grandfontaine-sur-Creuse
- Grandfresnoy
- Grandham
- Grandjean
- Grandlup-et-Fay
- Grandpré
- Grandpuits-Bailly-Carrois
- Grandrieu
- Grandrieux
- Grandrif
- Grandris
- Grandrupt
- Grandrupt-de-Bains
- Grandrû
- Grands-Chézeaux
- Grandsaigne
- Grandval
- Grandvals
- Grandvaux
- Grandvelle-et-le-Perrenot
- Grandvillars
- Grandville (Ardennes)
- Grandville (Aube)
- Grandvillers-aux-Bois
- Grandvilliers (Eure)
- Grandvilliers (Oise)
- Grane (Francja)
- Grange
- Grange-de-Vaivre
- Grangermont
- Granges (Aube)
- Granges (Saône-et-Loire)
- Granges-Gontardes
- Granges-Narboz
- Granges-d'Ans
- Granges-la-Ville
- Granges-le-Bourg
- Granges-le-Roi
- Granges-les-Beaumont
- Granges-sur-Aube
- Granges-sur-Baume
- Granges-sur-Lot
- Granges-sur-Vologne
- Grangettes
- Grangues
- Granier
- Granieu
- Grans
- Granville
- Granzay-Gript
- Granès
- Gras (Ardèche)
- Gras (Doubs)
- Grassac
- Grasse
- Grassendorf
- Grateloup
- Gratens
- Gratentour
- Gratibus
- Gratot
- Gratreuil
- Grattepanche
- Gratteris
- Grattery
- Grau-du-Roi
- Graulhet
- Grauves
- Graval
- Grave (Hautes-Alpes)
- Gravelines
- Gravelle
- Gravelotte
- Graverie
- Graveron-Sémerville
- Graves
- Graveson
- Gravigny
- Gravières
- Gravon
- Gray
- Gray-la-Ville
- Grayan-et-l'Hôpital
- Graye-et-Charnay
- Graye-sur-Mer
- Grayssas
- Grazac (Haute-Garonne)
- Grazac (Haute-Loire)
- Grazac (Tarn)
- Grazay
- Graçay
- Gredisans
- Greffeil
- Gremilly
- Grenade
- Grenade-sur-l'Adour
- Grenand-lès-Sombernon
- Grenant
- Grenay (Isère)
- Grenay (Pas-de-Calais)
- Grendelbruch
- Greneville-en-Beauce
- Grenier-Montgon
- Grenoble
- Grenois
- Grentheville
- Grentzingen
- Greny
- Gresin
- Gresle
- Gresse-en-Vercors
- Gressey
- Gresswiller
- Gressy
- Gretz-Armainvilliers
- Greucourt
- Greuville
- Greux
- Grevilly
- Grez (Oise)
- Grez-Neuville
- Grez-en-Bouère
- Grez-sur-Loing
- Gricourt
- Gries
- Griesbach-au-Val
- Griesheim-près-Molsheim
- Griesheim-sur-Souffel
- Grignan
- Grigneuseville
- Grignols (Dordogne)
- Grignols (Gironde)
- Grignon (Côte-d'Or)
- Grignon (Savoie)
- Grignoncourt
- Grigny (Essonne)
- Grigny (Pas-de-Calais)
- Grigny (Rodan)
- Grigonnais
- Grillon
- Grilly
- Grimaucourt-en-Woëvre
- Grimaucourt-près-Sampigny
- Grimaud
- Grimaudière
- Grimault
- Grimbosq
- Grimesnil
- Grimonviller
- Grincourt-lès-Pas
- Grindorff
- Gripperie-Saint-Symphorien
- Gripport
- Griscourt
- Griselles (Côte-d'Or)
- Griselles (Loiret)
- Grisolles (Aisne)
- Grisolles (Tarn-et-Garonne)
- Grisy-Suisnes
- Grisy-les-Plâtres
- Grisy-sur-Seine
- Grives
- Grivesnes
- Grivillers
- Grivy-Loisy
- Grièges
- Groffliers
- Groise
- Groises
- Groissiat
- Groisy
- Groix
- Groléjac
- Gron (Cher)
- Gron (Yonne)
- Gronard
- Gros-Chastang
- Gros-Réderching
- Grosbliederstroff
- Grosbois
- Grosbois-en-Montagne
- Grosbois-lès-Tichey
- Grosbreuil
- Groseillers
- Groslay
- Grosley-sur-Risle
- Groslée
- Grosmagny
- Grosne
- Grospierres
- Grosrouvre
- Grosrouvres
- Grossa
- Grosseto-Prugna
- Grossouvre
- Grossœuvre
- Grostenquin
- Grosville
- Grouches-Luchuel
- Grougis
- Groutte
- Grozon
- Gruchet-Saint-Siméon
- Gruchet-le-Valasse
- Grues
- Gruey-lès-Surance
- Gruffy
- Grugies
- Grugny
- Grugé-l'Hôpital
- Gruissan
- Grumesnil
- Grun-Bordas
- Grundviller
- Gruny
- Grury
- Gruson
- Grusse
- Grussenheim
- Grust
- Gruyères
- Grâce-Uzel
- Grâces
- Grèges
- Grès
- Grève-sur-Mignon
- Grèzes (Dordogne)
- Grèzes (Haute-Loire)
- Grèzes (Lot)
- Grèzes (Lozère)
- Gréalou
- Gréasque
- Grébault-Mesnil
- Grécourt
- Grée-Saint-Laurent
- Gréez-sur-Roc
- Grémecey
- Grémonville
- Grémévillers
- Gréning
- Gréolières
- Gréoux-les-Bains
- Grépiac
- Grésigny-Sainte-Reine
- Grésy-sur-Aix
- Grésy-sur-Isère
- Gréville-Hague
- Grévillers
- Grézac
- Grézels
- Grézet-Cavagnan
- Grézian
- Grézieu-la-Varenne
- Grézieu-le-Marché
- Grézieux-le-Fromental
- Grézillac
- Grézillé
- Grézolles
- Gua (Charente-Maritime)
- Gua (Isère)
- Guagno
- Guainville
- Guarbecque
- Guargualé
- Guchan
- Guchen
- Gudas
- Gudmont-Villiers
- Guebenhouse
- Gueberschwihr
- Guebwiller
- Gueltas
- Guemps
- Guengat
- Guenroc
- Guenrouet
- Guenviller
- Guer
- Guerbigny
- Guerche
- Guerche-sur-l'Aubois
- Guercheville
- Guerchy
- Guerfand
- Guerlesquin
- Guermange
- Guermantes
- Guern
- Guernanville
- Guernes
- Guerno
- Guerny
- Guerpont
- Guerquesalles
- Guerreaux
- Guerstling
- Guerting
- Guerville (Seine-Maritime)
- Guerville (Yvelines)
- Gueschart
- Guesnain
- Guesnes
- Guessling-Hémering
- Gueudecourt
- Gueugnon
- Gueures
- Gueutteville
- Gueutteville-les-Grès
- Gueux
- Guevenatten
- Guewenheim
- Gueytes-et-Labastide
- Gugney
- Gugney-aux-Aulx
- Gugnécourt
- Guibeville
- Guichainville
- Guiche (Pyrénées-Atlantiques)
- Guiche (Saône-et-Loire)
- Guichen
- Guiclan
- Guidel
- Guierche
- Guignecourt
- Guignemicourt
- Guignen
- Guignes
- Guigneville
- Guigneville-sur-Essonne
- Guignicourt
- Guignicourt-sur-Vence
- Guigny
- Guilberville
- Guiler-sur-Goyen
- Guilers
- Guilherand-Granges
- Guillac (Gironde)
- Guillac (Morbihan)
- Guillaucourt
- Guillaumes
- Guillemont
- Guillermie
- Guillerval
- Guillestre
- Guilleville
- Guilliers
- Guilligomarc'h
- Guillon
- Guillon-les-Bains
- Guillonville
- Guillos
- Guilly (Indre)
- Guilly (Loiret)
- Guilmécourt
- Guilvinec
- Guimaëc
- Guimiliau
- Guimps
- Guinarthe-Parenties
- Guincourt
- Guindrecourt-aux-Ormes
- Guindrecourt-sur-Blaise
- Guinecourt
- Guingamp
- Guinglange
- Guinkirchen
- Guinzeling
- Guipavas
- Guipel
- Guipronvel
- Guipry
- Guipy
- Guiry-en-Vexin
- Guiscard
- Guiscriff
- Guise
- Guiseniers
- Guislain
- Guissény
- Guisy
- Guitalens
- Guitera-les-Bains
- Guitinières
- Guitrancourt
- Guitry
- Guitté
- Guivry
- Guizancourt
- Guizengeard
- Guizerix
- Gujan-Mestras
- Gumbrechtshoffen
- Gumery
- Gumiane
- Gumières
- Gumond
- Gundershoffen
- Gundolsheim
- Gungwiller
- Gunsbach
- Gunstett
- Guntzviller
- Guny
- Guran
- Gurat
- Gurcy-le-Châtel
- Gurgy
- Gurgy-la-Ville
- Gurgy-le-Château
- Gurmençon
- Gurs
- Gurunhuel
- Gury
- Gussainville
- Gussignies
- Guyancourt
- Guyans-Durnes
- Guyans-Vennes
- Guyencourt
- Guyencourt-Saulcourt
- Guyencourt-sur-Noye
- Guyonnière
- Guyonvelle
- Guzargues
- Gué-d'Alleré
- Gué-d'Hossus
- Gué-de-Longroi
- Gué-de-Velluire
- Gué-de-la-Chaîne
- Guébestroff
- Guéblange-lès-Dieuze
- Guébling
- Guécélard
- Guédéniau
- Guégon
- Guéhenno
- Guéhébert
- Guémappe
- Guémar
- Guémené-Penfao
- Guémené-sur-Scorff
- Guénange
- Guénin
- Guérande
- Guérard
- Guéreins
- Guéret
- Guérigny
- Guérin
- Guérinière
- Guéron
- Guéthary
- Guêprei
- Guînes
- Guîtres
- Gy (Haute-Saône)
- Gy-en-Sologne
- Gy-l'Evêque
- Gy-les-Nonains
- Gye
- Gyé-sur-Seine
- Gâcogne
- Gâprée
- Gâvre
- Gâvres
- Gèdre
- Gère-Bélesten
- Géanges
- Gée
- Gée-Rivière
- Géfosse-Fontenay
- Gélacourt
- Gélannes
- Gélaucourt
- Gémages
- Gémenos
- Gémigny
- Gémil
- Gémonval
- Gémonville
- Gémozac
- Génat
- Génelard
- Génicourt
- Génicourt-sur-Meuse
- Génis
- Génissac
- Génissieux
- Génolhac
- Génos (Haute-Garonne)
- Génos (Hautes-Pyrénées)
- Génébrières
- Générac (Gard)
- Générac (Gironde)
- Générargues
- Générest
- Génétouze
- Géovreisset
- Géovreissiat
- Gérardmer
- Géraudot
- Géronce
- Géry
- Gétigné
- Géus-d'Arzacq
- Gévezé
- Gézaincourt
- Gézier-et-Fontenelay
- Gézoncourt
- Gœrlingen
- Gœrsdorf

| A \| B \| C \| D \| E \| F \| G \| H \| I \| J \| K \| L \| M \| N \| O \| P \| Q \| R \| S \| T \| U \| V \| W \| X \| Y \| Z \| É |